# 埃姆布里希爾斯 (喬治亞州)
埃姆布里希爾斯（英語：Embry Hills）是位於美國喬治亞州迪卡爾布縣的一個非建制地區。該地的面積和人口皆未知。

## 地理
埃姆布里希爾斯的座標為33°52′53″N 84°15′21″W / 33.88139°N 84.25583°W，而該地的平均海拔高度為276米（即906英尺）。